# 2023-as US Open (tenisz)
A 2023-as US Open (amerikai nyílt teniszbajnokság) az év negyedik Grand Slam-tornája, amelyet 143. alkalommal rendeznek meg New Yorkban, a  USTA Billie Jean King National Tennis Center kemény borítású pályáin 2023. augusztus 28. és szeptember 10. között. Ezt megelőzően augusztus 22–26. között rendezték a férfi és női egyes selejtezőit. A torna programjában a férfi és női egyéni mellett a férfi és női párosok, a vegyes párosok, valamint a junior fiúk és lányok egyéni és páros küzdelmei szerepelnek.
A férfi címvédő a spanyol Carlos Alcaraz, míg a nőknél a lengyel Iga Świątek győzött az előző évi tornán, de egyikőjük sem tudta megvédeni címét. A győzelmet a férfiaknál Novak Đoković, míg a nőknél Cori Gauff szerezte meg. Ez volt Đoković 24. Grand Slam-tornagyőzelme, és ezzel utolérte Margaret Court rekordját.
A magyar teniszezők közül a világranglistán elfoglalt helye alapján a főtáblán a férfiaknál Fucsovics Márton, Marozsán Fábián és Balázs Attila, a nőknél Udvardy Panna kezdhette a tornát. Udvardy Panna az első fordulóban, a férfiaknál Balázs Attila az első fordulóban, Fucsovics Márton és Marozsán Fábián a második fordulóban búcsúzott a tornától. A selejtezőkben a férfiaknál Valkusz Máté indulhatott, de az első körön nem jutott túl. A nők között Bondár Anna, Gálfi Dalma, Jani Réka Luca és Babos Tímea a selejtezőből nem jutott tovább. Jani Réka Luca a selejtező első körében, míg Gálfi Dalma, Bondár Anna és Babos Tímea a selejtező második körében búcsúzott a tornától.

## Világranglistapontok
| Eredmény           | Férfi egyes | Férfi páros | Női egyes | Női páros |
| ------------------ | ----------- | ----------- | --------- | --------- |
| Győzelem           | 2000        | 2000        | 2000      | 2000      |
| Döntő              | 1200        | 1200        | 1300      | 1300      |
| Elődöntő           | 720         | 720         | 780       | 780       |
| Negyeddöntő        | 360         | 360         | 430       | 430       |
| 16 között          | 180         | 180         | 240       | 240       |
| 32 között          | 90          | 90          | 130       | 130       |
| 64 között          | 45          | 0           | 70        | 10        |
| 128 között         | 10          | –           | 10        | –         |
| Főtáblára jutás    | 25          | –           | 40        | –         |
| Selejtező (3. kör) | 16          | –           | 30        | –         |
| Selejtező (2. kör) | 8           | –           | 20        | –         |
| Selejtező (1. kör) | 0           | –           | 2         | –         |

## Pénzdíjazás
A torna teljes összdíjazása 65 millió amerikai dollár, amely 8%-kal magasabb az előző évinél. A résztvevők számára további játékosköltség-támogatást vezettek be. A 2023-as US Openen minden versenyzőnél jelentősen megnő a játékosok napidíja. Bevezették az 1000 dolláros utazási utalványokat, és minden játékos kap egy további szállodai szobát, vagy napi 300 dollárról 600 dollárra duplázódik a szállodai juttatás, ha a játékos úgy dönt, hogy másik szálláshelyen lakik. Emellett a játékosok étkezési költségét, valamint az ütőfűzésre adott juttatást minden játékos számára megnövelték.
| Eredmény           | Egyéni*     | Páros**                   |
| Győzelem           | 3 000 000 $ | 700 000 $                 |
| Döntő              | 1 500 000 $ | 350 000 $                 |
| Elődöntő           | 775 000 $   | 180 000 $                 |
| Negyeddöntő        | 455 000 $   | 100 000 $                 |
| 16 között          | 284 000 $   | 58 000 $                  |
| 32 között          | 191 000 $   | 36 800 $                  |
| 64 között          | 123 000 $   | 22 000 $                  |
| 128 között         | 81 500 $    | –                         |
| Selejtező (döntő)  | 45 000 $    | *Nemenként **Csapatonként |
| Selejtező (2. kör) | 34 500 $    | *Nemenként **Csapatonként |
| Selejtező (1. kör) | 22 000 $    | *Nemenként **Csapatonként |

## A versenyszámok

### Férfi egyes
- Novak Đoković– Danyiil Medvegyev, 6–3, 7–6(5), 6–3

### Női egyes
- Cori Gauff– Arina Szabalenka 2–6, 6–3, 6–2

### Férfi páros
- Rajeev Ram /  Joe Salisbury– Róhan Bópanna /  Matthew Ebden, 2–6, 6–3, 6–4

### Női páros
- Gabriela Dabrowski /  Erin Routliffe– Laura Siegemund /  Vera Zvonarjova, 7–6(9), 6–3

### Vegyes páros
- Anna Danilina /  Harri Heliövaara– Jessica Pegula /  Austin Krajicek, 6–3, 6–4

### Juniorok
Junior fiú egyéni
- João Fonseca– Learner Tien, 4–6, 6–4, 6–3

Junior lány egyéni
- Katherine Hui– Tereza Valentová, 6–4, 6–4

Junior fiú páros
- Max Dahlin /  Oliver Ojakaar– Federico Bondioli /  Joel Schwärzler, 3–6, 6–3, [11–9]

Junior lány páros
- Mara Gae /  Anasztaszija Gurjeva– Sara Saito /  Nanaka Sato, 1–6, 7–5, [10–8]